# Xiloporosi
Xiloporosi és una malaltia que presenten els cítrics. Aquesta malaltia es manifesta a l'interior de l'escorça d'un l'arbre en forma de protuberàncies de color marró a la punta. En un estat més avançat, es pot observar unes taques de color groc a l'interior, que es corresponen amb una coloració marró fosc a la fusta i a l'interior de l'escorça on apareix simultàniament una exsudació gomosa. Al final, l'escorça es torna negra, es clivella i cau. També, la fusta s'escata i les branques es mustien a poc a poc. Al final, l'arbre mor.